# Strynø
Strynø es una isla de Dinamarca, situada al sur de Tåsinge. Pertenece al municipio de Langeland
La isla ocupa una superficie de 4,88 km² y alberga una población de 216 habitantes en 2008.
Cuenta con una iglesia construida en 1867 sobre un pórtico de 1589, y un molino de harina construido en 1832.